# Уфимське намісництво
Уфи́мське намі́сництво (рос. Уфимское наместничество) — адміністративно-територіальна одиниця в Російській імперії в 1781–1796. Адміністративний центр — Уфа. Створене 23 грудня 1781 на основі Оренбурзької губернії. Складалося 2 областей, поділених на 13 повітів. 12 грудня 1796 перетворене на Оренбурзьку губернію.

## Історія
Утворено в результаті адміністративної реформи, проведеної в 1781. Офіційно відкрилося в 1782. Реорганізовано у 1796 імператором Павлом I в Оренбурзьку губернію.

## Повіти
Уфимська область:
1. Белебеєвський повіт 1782-1796
2. Бірський повіт 1782-1796
3. Бугурусланський повіт 1782-1796
4. Златоустівський повіт 1782-1796
5. Мензелінський повіт 1782-1796
6. Стерлітамацький повіт 1782-1796
7. Троїцький повіт 1784-1796
8. Уфимський повіт 1782-1796
9. Челябінський повіт 1782-1796

Оренбурзька область:
1. Бузулукський повіт 1782-1796
2. Верхньоуральський повіт 1782-1796
3. Оренбурзький повіт 1782-1796
4. Сергієвський повіт 1782-1784